# Patrizia Rossetti
Patrizia Rossetti (n. 19 martie 1959, Montaione, Toscana, Italia) este o actriță și prezentatoare de televiziune italiană.